# Erwin Heidinger
Erwin Heidinger (* 3. Mai 1935) ist ein ehemaliger deutscher Fußballspieler.

## Werdegang
Der Abwehrspieler Heidinger spielte in der Saison 1956/57 für den Freiburger FC in der damals erstklassigen Oberliga Süd. In elf Spielen erzielte er ein Tor, konnte aber den Abstieg seiner Mannschaft nicht verhindern. Nachdem die Freiburger ein Jahr später den Wiederaufstieg verpassten wechselte Heidinger zum Herner Verein SV Sodingen. Mit den Sodingern stieg er 1959 aus der Oberliga ab und schaffte danach den sofortigen Wiederaufstieg, bevor er den Verein 1961 wieder verließ. Für Sodingen absolvierte Heidinger 58 Oberligaspiele ohne Torerfolg. Dazu kommen 29 Zweitligaspiele, bei denen er ein Tor erzielte.
Im Sommer 1961 wechselte Heidinger zum Sodinger Lokalrivalen Westfalia Herne, für die in der Saison 1961/62 nur zwei Oberligaspiele absolvierte. Er verließ Herne daraufhin und wechselte zu Arminia Bielefeld, die gerade in die II. Division West aufgestiegen waren. Mit der Arminia qualifizierte sich Heidinger ein Jahr später für die neu geschaffene, zweitklassige Regionalliga West. Bis 1966 spielte Heidinger für die Bielefelder, für die er 26 Spiele in der II. Division West sowie 73 Regionalligaspiele absolvierte bevor er seine Karriere beendete.